# Синхронизация фотовспышки

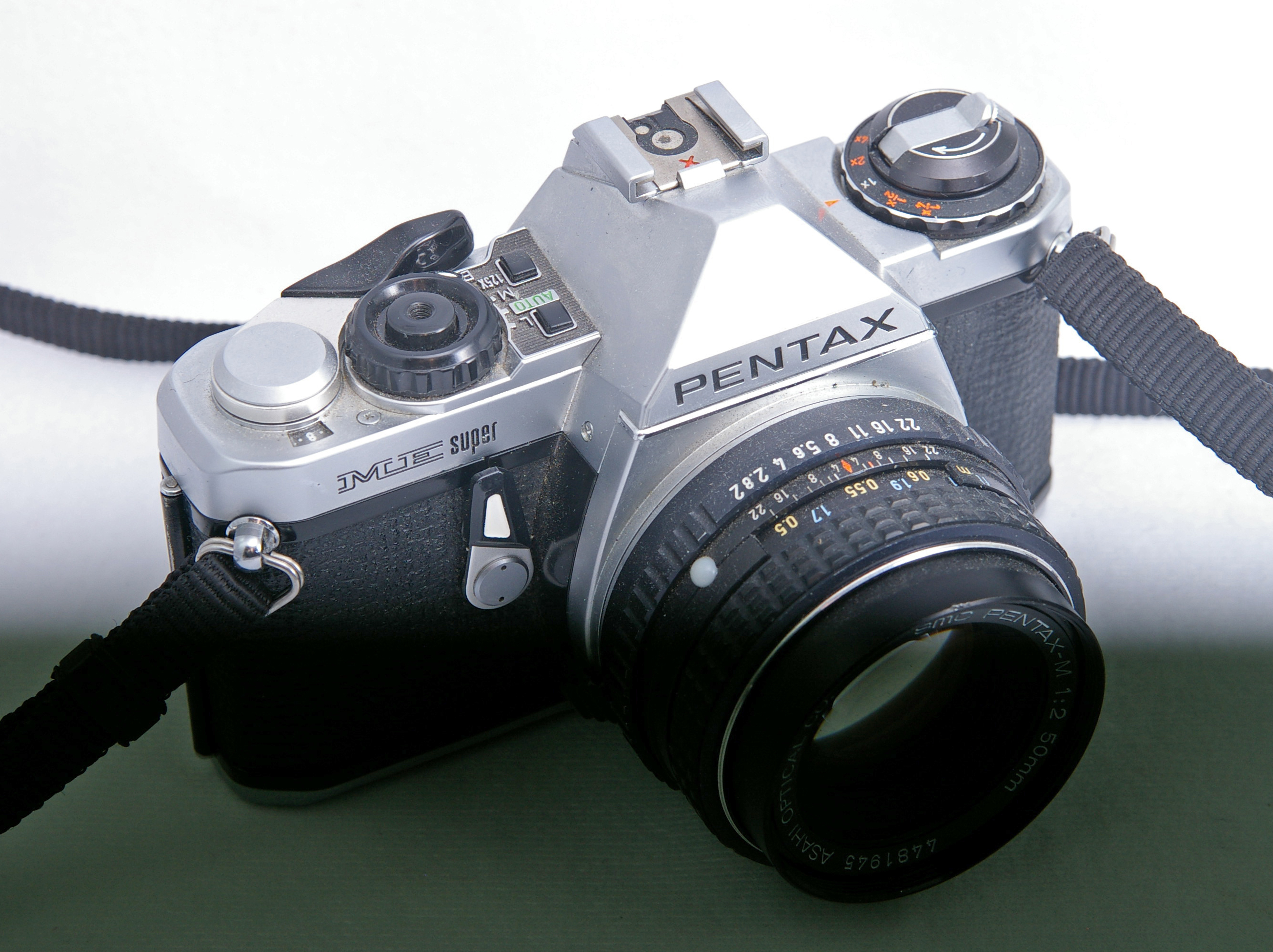
Неполное экспонирование кадра в результате неправильной синхронизации электронной фотовспышки. Нижняя часть кадра экспонирована только постоянным освещением

Синхрониза́ция фотовспы́шки — согласование моментов срабатывания фотовспышки и затвора фотоаппарата, необходимое для полноценного экспонирования импульсным освещением фотоматериала или фотосенсора. Синхронизация может осуществляться вручную на длительной выдержке, или автоматически при помощи синхроконтакта.
В фотоаппаратах с механическим или электромеханическим затвором роль синхроконтакта выполняет электрический контакт, который замыкается движущимися деталями. В цифровых фотоаппаратах за синхронизацию чаще всего отвечает центральный микропроцессор.
Электрическое соединение затвора с фотовспышкой осуществляется синхрокабелем с коаксиальным PC-разъёмом, через горячий башмак или при помощи синхронизатора, использующего инфракрасное излучение или радиосвязь.

## Синхронизация «M», «F», «FP»
Синхроконтакты в Фотоаппаратах появились задолго до изобретения электронных фотовспышек, и были рассчитаны на работу с одноразовыми фотоколбами, срабатывавшими с задержкой. Все выпускавшиеся баллоны делились на несколько категорий в зависимости от времени свечения и задержки срабатывания. Основными считались категории S (англ. Slow, медленный 0,02 секунды), M (англ. Medium, средний 0,015 секунды), MF (англ. Medium Fast средний быстрый), F (англ. Fast, быстрый 0,005—0,01 секунды) и FP (англ. Flat-Peak, Focal Plane «плоский пик», «фокальный» 0,03—0,05 секунды). Последний тип ламп с самым длинным импульсом выпускался специально для фотоаппаратов с фокальным затвором и позволял вести съёмку на любых выдержках. Продолжительность измерялась между моментами, когда яркость свечения составляла половину пикового значения. Кроме длительности импульса разные типы фотоколб отличались задержкой срабатывания, измеряемой в миллисекундах от замыкания синхроконтакта до момента достижения половины пикового значения яркости (время до «полпика»). Так, для ламп типа S задержка составляла 25—30 миллисекунд, M — 18—20 миллисекунд, F — 5 миллисекунд, а для баллонов FP упреждение не требовалось. В Германии выпускался ещё один промежуточный тип X с продолжительностью свечения 0,01 секунды и задержкой 10—18 миллисекунд.

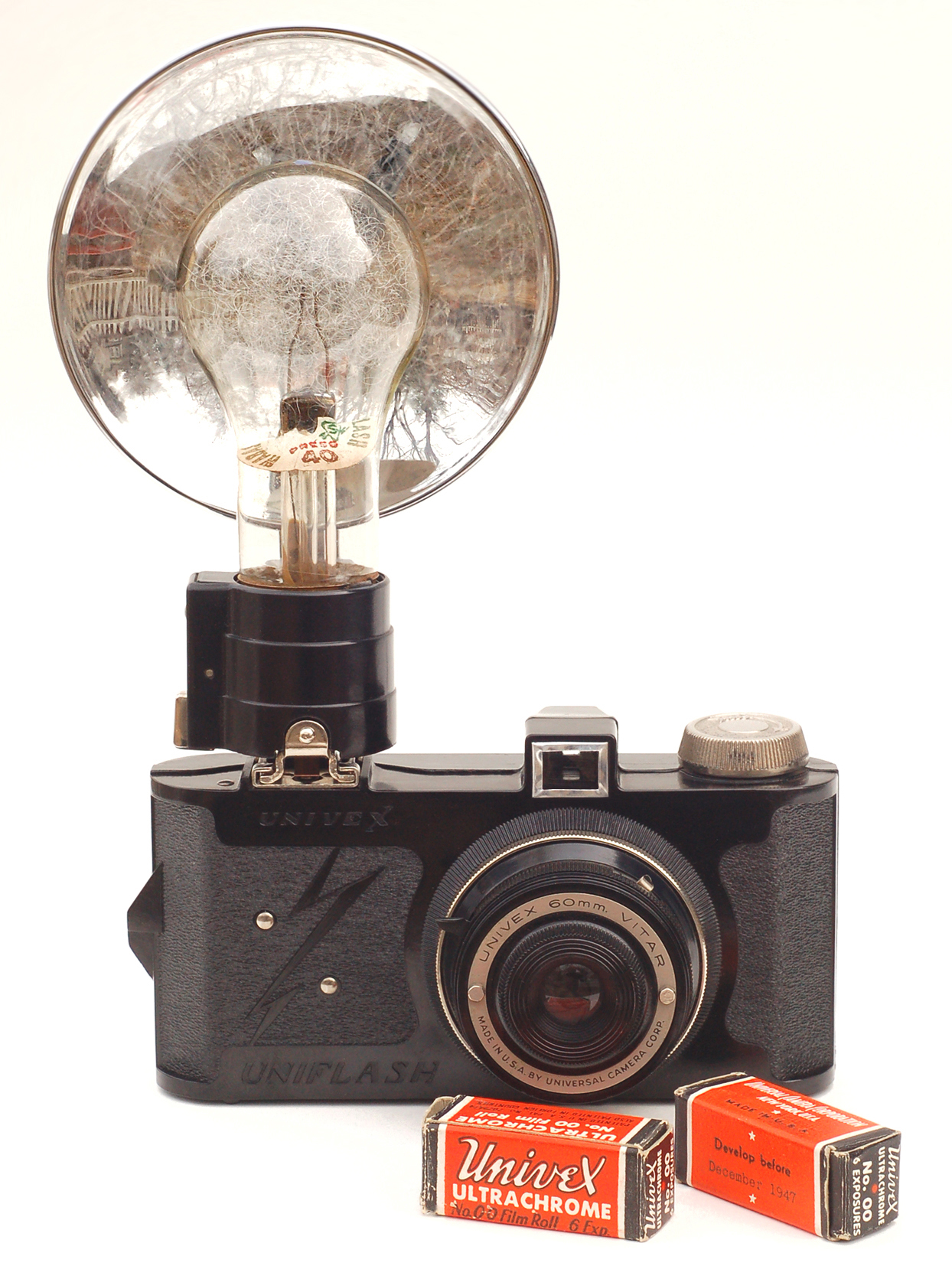
Фотоаппарат со вспышкой и одноразовым баллоном
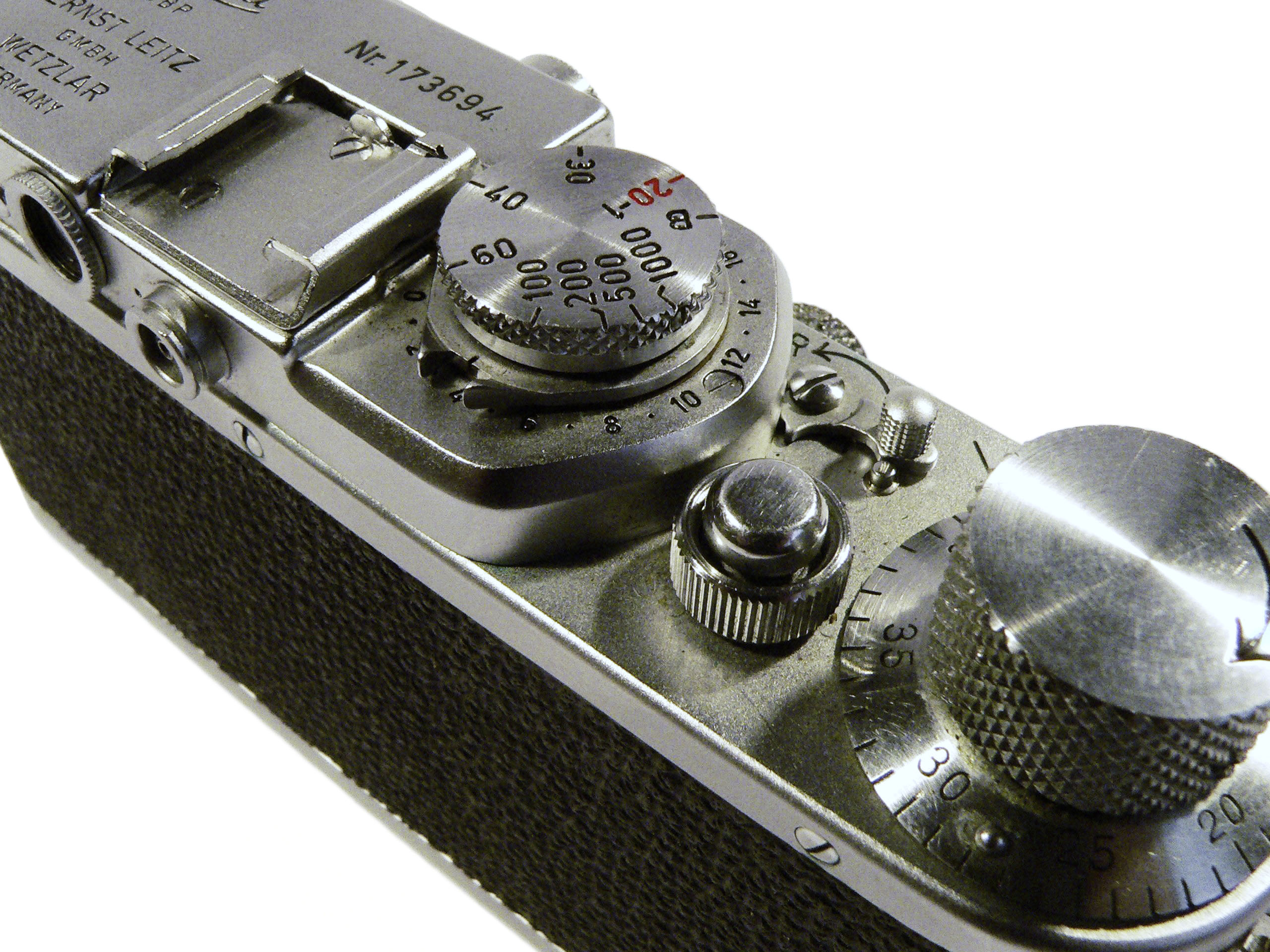
Шкала синхронизации фотоаппарата Leica III
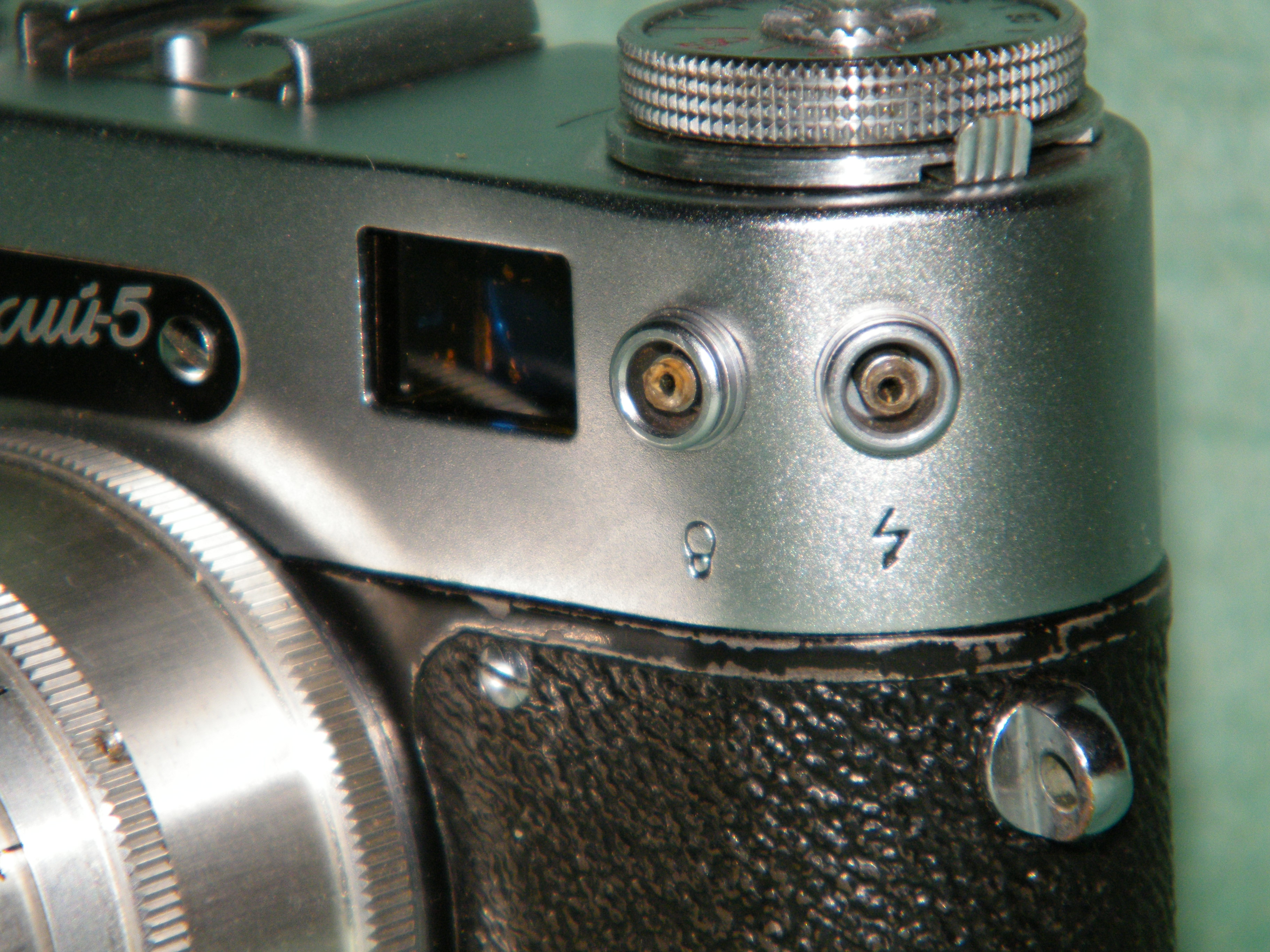
Синхроконтакты «M» и «X» на корпусе фотоаппарата «Зоркий-5»
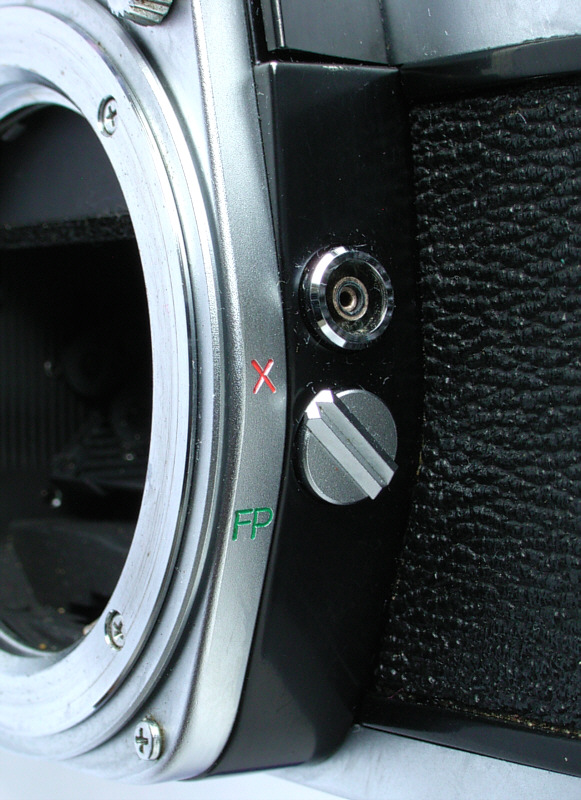
Переключаемый синхроконтакт фотоаппарата Minolta
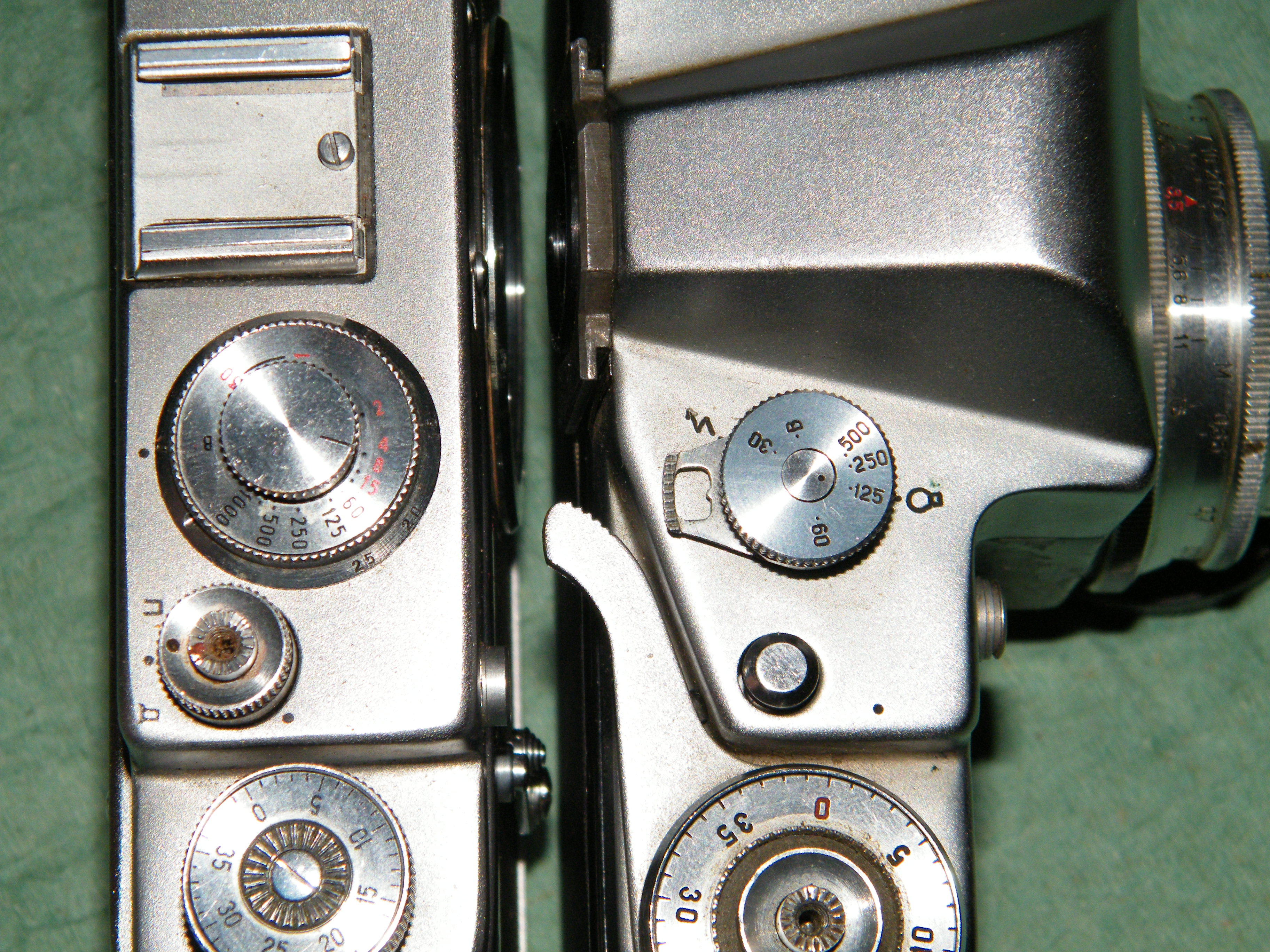
Регуляторы синхронизации фотоаппаратов «Зенит-3М» и «Зоркий-4»

Первые фотоаппараты, оснащённые синхроконтактом, как правило имели дополнительный регулятор опережения, размеченный в миллисекундах. Он выполнялся в виде рычажка или отдельного диска, как правило расположенного соосно с диском выдержек и снабжённого шкалой. От правильной установки регулятора зависела эффективность использования света вспышки: её длительность допускала ошибки синхронизации, но пиковое значение яркости могло быть упущено, приводя к неправильной экспозиции. В наибольшей степени это касалось центральных затворов, которые использовали импульс одноразовых вспышек не полностью, особенно на коротких выдержках. Со временем фотоколбы стали уступать место более экономичным электронным фотовспышкам, и их ассортимент начал уменьшаться. Это отразилось на упрощении регулятора опережения, утратившего шкалу, вместо которой стали наноситься несколько символов. Количество позиций в конце концов сократилось до двух: «X» и «M». Некоторые фотоаппараты вместо регулятора оснащались двумя разъёмами синхроконтакта с фиксированным упреждением: один срабатывал без задержки, а другой поддерживал наиболее массовые фотоколбы серии «M», обеспечивая опережение на 10—15 миллисекунд. В СССР на шкалах корректоров встречалось обозначение «MF». Иногда вместо букв наносились символы молнии и лампы, соответствующие электронной вспышке и одноразовым баллонам.

## Синхронизация «X»

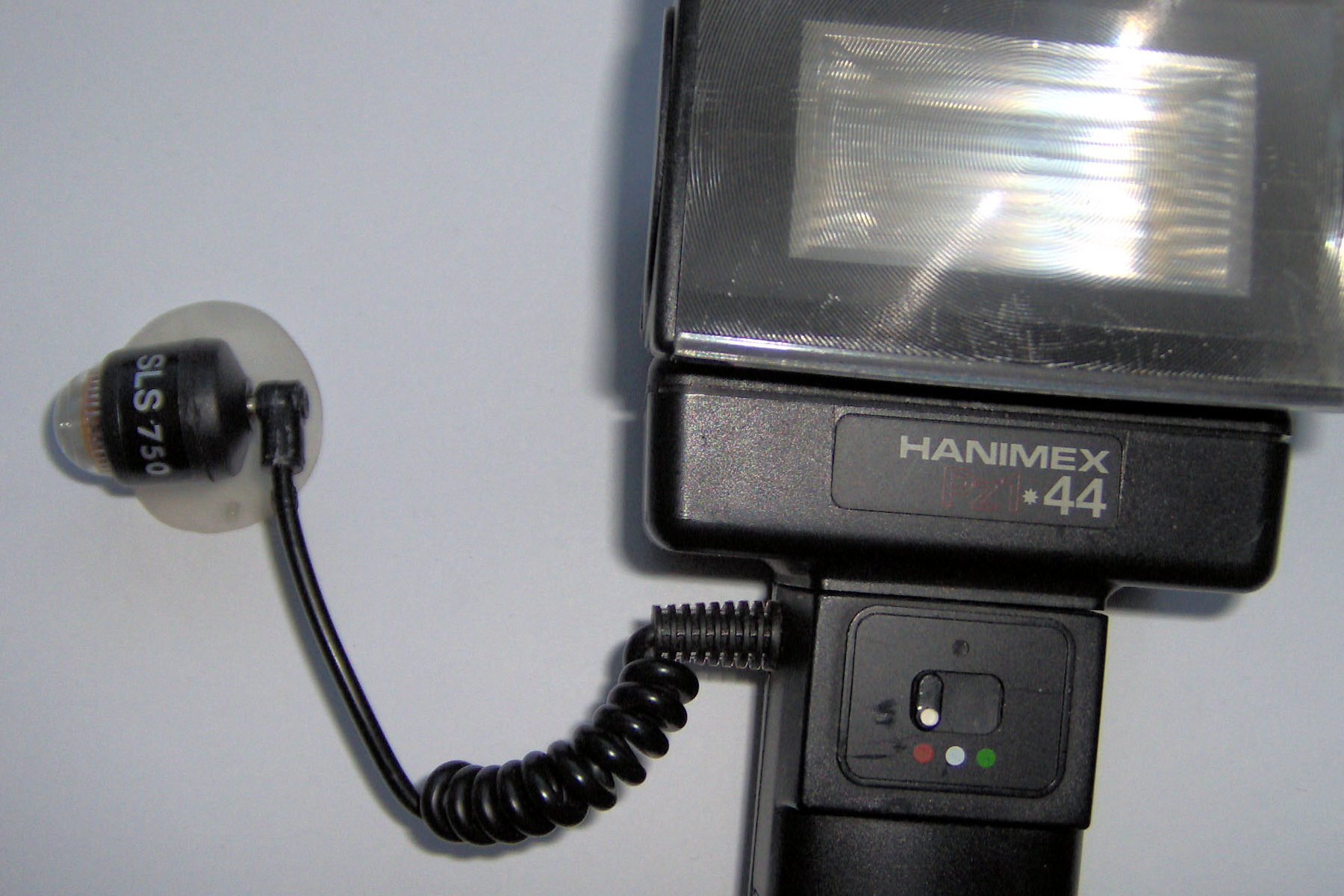
Электронная фотовспышка «Hanimex» с синхроконтактом

Ксеноновая лампа электронной вспышки не требует никакого упреждения, срабатывая мгновенно при замыкании синхроконтакта. Поэтому, для работы с электронными вспышками используется положение регулятора опережения X (англ. Xenon). В таком режиме контакты замыкаются точно в момент полного открытия затвора, обеспечивая экспонирование всей площади фотоматериала. Электронные фотовспышки наиболее эффективны в сочетании с центральным затвором, свободным от проблем синхронизации, и допускающим съёмку на любой выдержке, поскольку экспонирование кадра всегда происходит одновременно по всей площади. Кроме того, световой импульс электронной вспышки используется полностью, в отличие от одноразовой, потери которой возрастают на коротких выдержках.
В случае фокального затвора использование электронных вспышек возможно лишь в ограниченном диапазоне выдержек, соответствующих полному открытию кадрового окна. Поскольку выдержка в шторно-щелевых затворах задаётся шириной щели между шторками, её размер при срабатывании вспышки должен быть равен кадру или превосходить его. В противном случае будет экспонирована только часть кадра, соответствующая мгновенному положению щели.
Величина минимальной выдержки, при которой затвор ещё открывается полностью, зависит от его конструкции, и является одной из важнейших характеристик. Эта выдержка зависит от скорости движения щели в момент срабатывания затвора, и от размеров кадрового окна. Она называется выдержкой синхронизации, и обозначается символами «Х-sync» или «flash-sync». 
Минимальная выдержка, на которой возможна синхронизация с электронной вспышкой, обусловливает возможность использования «заполняющей вспышки» при ярком дневном свете. Для шторно-щелевых затворов типа Leica с горизонтальным ходом матерчатых шторок типичная выдержка синхронизации составляет 1/30 секунды. Совершенствование затворов и увеличение скоростей шторок позволили к середине 1950-х годов укоротить этот параметр до 1/60 секунды. В 1960 году в Японии был разработан затвор типа Copal Square с вертикальным ходом металлических ламелей вдоль короткой стороны малоформатного кадра. Его конструкция позволила сократить выдержку синхронизации до 1/125 секунды. Для современных цифровых зеркальных камер с ламельными затворами типичные выдержки синхронизации составляют 1/200 — 1/250 с. Профессиональные фотоаппараты могут обеспечивать синхронизацию на выдержках до 1/500 секунды (Canon EOS-1D, Nikon D1), считающейся предельной для центральных затворов.

## Высокоскоростная синхронизация
Съёмка на ещё более коротких выдержках возможна в режиме высокоскоростной синхронизации HSS (англ. High Speed Synchronization), который поддерживается некоторыми моделями фотовспышек. При этом вместо одного импульса излучается серия менее мощных с частотой 20—30 кГц — «растянутый импульс», который позволяет получить полностью экспонированный кадр на очень коротких выдержках вплоть до 1/4000 — 1/8000 с. Технология разработана компанией Olympus и впервые использована в зеркальных фотоаппаратах «OM-3 Ti» и «OM-4 Ti». Процесс очень похож на работу одноразовых вспышек категории «FP», и поэтому часто обозначается этими же символами. Недостатком метода является невысокая эффективность использования энергии вспышки, часть которой не участвует в экспонировании снимка, как и в случае одноразовых баллонов «FP». Из-за распределения энергии вспышки на более продолжительном отрезке времени освещенность, которую она создает, пропорционально уменьшается. При сильном диафрагмировании в солнечную погоду энергии такой вспышки может не хватать для подсветки теней.

## Типичные выдержки синхронизации
Выдержки синхронизации у различных фотоаппаратов с фокальным затвором:
- Nikon D1, D40, D50, D70, Canon EOS-1D — 1/500 c.;
- Canon EOS-1D Mark IV — 1/300 с.;
- Pentax Z-5, Nikon FE2, Canon EOS 50D, Nikon D3 — 1/250 с.;
- Canon EOS 5D Mark II, Nikon D600 — 1/200 с.;
- Canon EOS 6D, Pentax K10D — 1/180 с.;
- Pentax *ist D — 1/150 с.;
- Nikon FM, Pentax K2 — 1/125 с.;
- Pentax ME, Minolta XK — 1/100 с.;
- Canon F-1, Canon EOS 300 — 1/90 с.;
- Nikon F2 — 1/80 с.;
- Pentax LX — 1/75 с.;
- Nikon F, Pentax K1000, Друг — 1/60 с.;
- Leica M7 — 1/50 c.;
- Зенит-Е, Киев-88, Hasselblad 1600F — 1/30 с.;
- Старт — 1/25 с.;
- Leica IIIf — 1/20 с.;